# ژینزیفووو
ژینزیفووو (به بلغاری: Zhinzifovo) یک منطقهٔ مسکونی در بلغارستان است که در شهرستان کاردژالی واقع شده‌است.